# Baby Universal
Baby Universal is een nummer van de Britse band Tin Machine, uitgebracht als het eerste nummer op hun tweede en laatste album Tin Machine II. In oktober 1991 werd het uitgebracht als de tweede single van het album en bereikte de 48e plaats in het Verenigd Koninkrijk.
Op de single verschenen nummers die werden opgenomen voor de BBC om uitgezonden te worden in de radioshow van Mark Goodier op 13 augustus 1991 en een liveoptreden op de BBC-show Top of the Pops.
Leadzanger David Bowie nam het nummer opnieuw op voor zijn album Earthling uit 1997, maar deze versie haalde het album niet.

## Tracklijst
7"-versie
1. "Baby Universal" (David Bowie/Reeves Gabrels) - 3:07
2. "You Belong in Rock n' Roll (lange versie)" (Bowie/Gabrels) - 6:16

12"-versie
1. "Baby Universal (lange versie)" (Bowie/Gabrels) - 5:49
2. "A Big Hurt (BBC-versie)" (Bowie) - 3:33
3. "Baby Universal (BBC-versie)" (Bowie/Gabrels) - 3:12

Cd-versie
1. "Baby Universal" (Bowie/Gabrels) - 3:07
2. "Stateside (BBC-versie)" (Hunt Sales) - 6:35
3. "If There Is Something (BBC-versie)" (Bryan Ferry) - 3:25
4. "Heaven's in Here (BBC-versie)" (Bowie) - 6:41

Japanse cd-versie
1. "Baby Universal" (Bowie/Gabrels) - 3:07
2. "Amlapura (Indonesische versie)" (Bowie/Gabrels) - 3:53
3. "Shakin' All Over (live)" (Johnny Kidd) - 2:49
4. "Baby Universal (lange versie)" (Bowie/Gabrels) - 5:49

Amerikaanse cd-versie
1. "Baby Universal" (Bowie/Gabrels) - 3:07
2. "Baby Universal (lange versie)" (Bowie/Gabrels) - 5:49
3. "Baby Universal (BBC-versie)" (Bowie/Gabrels) - 3:12
4. "Stateside (BBC-versie)" (H. Sales) - 6:35

## Muzikanten
- David Bowie: zang, gitaar
- Reeves Gabrels: leadgitaar
- Hunt Sales: drums, achtergrondzang
- Tony Sales: basgitaar, achtergrondzang
- Kevin Armstrong: slaggitaar